# Nyota Uhura
Nyota Uhura o simplement Uhura, és un personatge fictici de la franquícia Star Trek. A la sèrie de televisió Star Trek: La sèrie original, el personatge va ser interpretat per Nichelle Nichols, qui va repetir el paper durant els primers sis llargmetratges de Star Trek. Una Uhura més jove és interpretada per Celia Rose Gooding a la sèrie preqüela del 2022 Star Trek: Strange New Worlds, mentre que una versió d'Uhura en una línia de temps alternativa ha estat interpretada per l'actriu Zoe Saldaña als llargmetratges Star Trek (2009), Star Trek Into Darkness (2013) i Star Trek Beyond (2016).
Uhura és una políglota, traductora i oficial de comunicacions especialitzada en lingüística, criptografia i filologia. Va ser una part important de l'equip multicultural de la sèrie original i un dels primers personatges negres a ser interpretats en un paper no servil en una sèrie de televisió americana.

## Nom
Gene Roddenberry havia volgut que la seva nova oficial de comunicacions es digués "Tinent Sulu". Herb Solow va assenyalar com de similar era això a "Zulu" i va pensar que podria anar en contra del pla per a la diversitat racial a la sèrie, de manera que el nom Sulu va romandre amb el personatge de George Takei. "Uhura" prové de la paraula suahili uhuru, que significa "llibertat". Nichols afirma al seu llibre de 1994 Beyond Uhura que el nom es va inspirar en el llibre de Robert Ruark de 1962 Uhuru, que portava amb ella el dia que va llegir per al paper. Quan el productor Robert Justman va explicar a Roddenberry què significava la paraula uhuru, la va canviar a Uhura i la va adoptar com a nom del personatge. Casualment, els crèdits finals de la pel·lícula Star Trek VI: The Undiscovered Country es refereixen incorrectament a Uhura com a "Uhuru".
El nom d'Uhura no es va utilitzar al cànon de Star Trek fins a la pel·lícula d'Abrams del 2009. El misteri sobre el nom de pila d'Uhura és objecte d'un acudit recurrent a la pel·lícula, ja que el Capità Kirk intenta repetidament esbrinar què és, abans de sentir finalment Spock anomenar-la "Nyota" en un moment d'intimitat.
Tot i que anteriorment havien existit altres noms no canònics, "Nyota" havia estat el més comú. Dos altres noms proposats van ser "Penda" i "Samara". La FASA va produir Star Trek: The Role Playing Game (1982) i va donar el nom de pila d'Uhura com a "Samara", mentre que la col·lecció de fanzines The Best of Trek (18 volums, 1978–1996) suggereix que el nom de pila d'Uhura és "Penda", encunyat quan un grup d'autors de fanzines el van suggerir a Nichols en una convenció inicial.
L'autor William Rotsler va crear el nom "Nyota" per al seu llibre vinculat amb llicència de 1982, Star Trek II Biographies publicat per Wanderer (Pocket) Books. Per obtenir l'aprovació del nom, va contactar amb Gene Roddenberry i Nichelle Nichols. Roddenberry va aprovar el nom. Nichols també ho va aprovar i es va emocionar molt quan Rotsler la va informar que Nyota significa "estrella" en suahili. Després d'originar-se a Star Trek II Biographies, "Nyota" va començar a aparèixer a les novel·les de Star Trek, com ara Uhura's Song (1985) de Janet Kagan. Mentre era estrella convidada al programa de concursos Super Password el 7 de gener de 1987, Nichols va declarar que el nom d'Uhura era "Nyota".

## Desenvolupament
Poc després que s'escriguessin els primers guions de Star Trek, Roddenberry va parlar d'un nou personatge, una oficial de comunicacions femenina, i va presentar Herb Solow i Robert Justman a Nichols, que havia treballat per a ell a The Lieutenant. Encara que "La gàbia" ((el primer episodi pilot de Star Trek, amb una primera oficial femenina, Número u) va ser rebutjat, Roddenberry va continuar buscant la diversitat en el seu càsting per a la sèrie, incloent-hi una major èmfasi en la diversitat racial, amb Nichols com a Uhura i George Takei com a Sulu. El paper d'Uhura de "respondre al telèfon" s'ha descrit com a normatiu de gènere per a l'època.
Nichols va planejar deixar Star Trek el 1967 després de la la seva primera temporada, amb ganes de tornar al teatre musical. Va canviar d'opinió després de parlar amb Martin Luther King Jr. who was a fan of the show. King explained that her character signified a future of greater racial harmony and cooperation. King va dir a Nichols: "Ets la nostra imatge d'on anem, ets d'aquí a 300 anys, i això vol dir que és on som i que això passa ara. Continua fent el que estàs fent, ets la nostra inspiració." Com va relatar Nichols, "Star Trek va ser un dels únics programes que [King] i la seva dona Coretta permetien que els seus fills petits veiessin. I li vaig donar les gràcies i li vaig dir que deixava el programa. Tot el somriure va desaparèixer de la seva cara. I va dir: "No entens per primera vegada que ens veuen com hauríem de ser vistos. No tens un paper negre. Tens un paper igualitari." "

## Representació

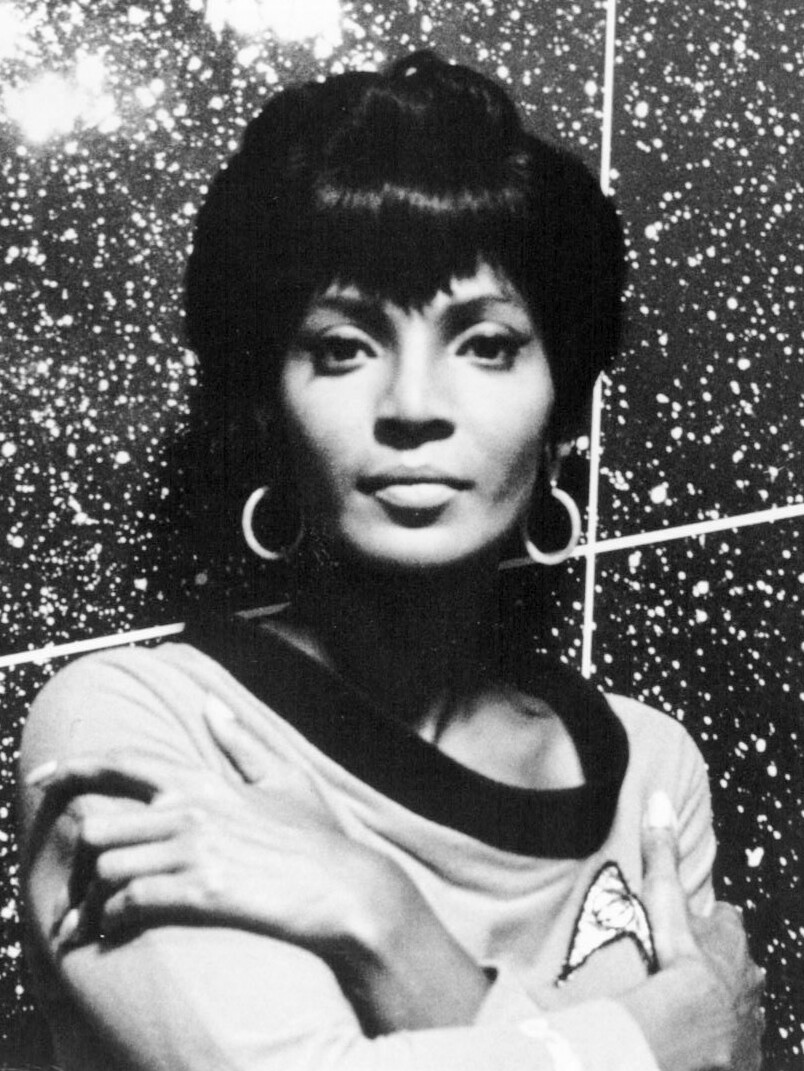
Nichelle Nichols com a Uhura a Star Trek imatge promocional, 1967

Uhura, dels Estats Units d'Àfrica, parla suahili i va néixer el 19 de gener de 2233. Les novel·les no canòniques de James Blish la identifiquen com a bantu, igual que la novel·lització de Gene Roddenberry de Star Trek: La pel·lícula.
Uhura apareix per primera vegada a l'episodi "El parany home", unint-se a la tripulació de l'USS Enterprise com a tinent, i serveix com a cap de comunicacions sota el capità Kirk. Se la representa com una oficial de pont capaç i assumis fàcilment el control del timó, la navegació i les estacions científiques del pont quan sorgia la necessitat. Uhura també era una cantant talentosa i gaudia de cantar serenades als seus companys de nau quan no estava de servei; Spock l'acompanyava ocasionalment amb la lira vulcaniana als episodis "Charlie X" i "La consciència del rei".
A "The Lorelei Signal", un episodi de 1973 de La sèrie animada, Uhura assumeix el comandament de l'Enterprise quan els oficials masculins són víctimes d'una espècie de sirenes i lidera un grup de rescat íntegrament femení. Després de derrotar les sirenes, la tripulació de l'Enterprise ajuda les sirenes, i Uhura estableix un vincle amb les sirenes, que estan contentes amb la idea de poder conèixer homes i tenir fills.
Més tard és ascendida a tinent comandant a Star Trek: La pel·lícula, i a comandant completa a Star Trek 2: La còlera del Khan.
A Star Trek 3: A la recerca de Spock, Uhura accepta una missió a la sala del transportador com a part d'un complot per robar l' Enterprise. Després de tancar un company en un armari, Uhura utilitza l'estació de transport per teletransportar Kirk, Leonard McCoy i Hikaru Sulu a lEnterprise perquè puguin utilitzar-la per rescatar Spock del planeta Genesis. Tal com estava previst, Uhura es reuneix més tard amb els seus companys de tripulació a Vulcà i presencia la renovació reeixida de Spock.
Uhura té un paper més petit a la primera, segona i tercera pel·lícula. Uhura's Song, una novel·la publicada el 1985, va desenvolupar encara més el seu personatge, situant-la al centre de l'acció i introduint l'interès d'Uhura per les llengües alienígenes. Elements d'aquesta novel·la van influir en la seva representació en pel·lícules i novel·les posteriors.
Després d'aquests esdeveniments i la destrucció de lEnterprise, Uhura s'uneix als seus companys de tripulació en una nau klíngon robada enmig d'una crisi a la Terra a Star Trek 4: Missió salvar la Terra. Viatjant al segle xx, intenten salvar una parella de balenes geperudes per repoblar l'espècie. Durant un viatge a San Francisco, Uhura i Pavel Chekov s'infiltren al portaavions USS Enterprise i utilitzen les emissions del reactor nuclear del portaavions per recarregar el subministrament d'energia de la nau klíngon. Kirk i Spock aconsegueixen les balenes perquè la tripulació pugui tornar al segle XXIII i salvar la Terra.
Degut a les seves gestes heroiques, el Comandament de la Flota Estel·lar exonera Uhura i la resta de la tripulació de Kirk de les seves activitats il·legals. Kirk és degradat al rang de capità després d'un ascens previ a almirall, però és assignat al comandament de l'USS Enterprise-A. Uhura s'uneix a la tripulació de Kirk i, un cop més, serveix com a cap de comunicacions durant els esdeveniments de Star Trek: L'última frontera i Star Trek VI: The Undiscovered Country. A L'última frontera, s'insinua breument un interès romàntic entre Uhura i Montgomery Scott mentre Uhura sembla estar sota la influència de Sybok, però la subtrama mai es desenvolupa completament a les pel·lícules següents, cosa que fa que l'espectador assumeixi que la parella continua com a amiga.
Un ou de Pasqua amagat de la temporada 2 de Star Trek: Picard' revela que l'Uhura de Nichelle Nichols es va convertir en capitana de nau espacial després de "The Undiscovered Country", on el cadet Jean-Luc Picard va experimentar per primera vegada el viatge a la velocitat de la llum.

### Pel·lícules de reinvenció (línia de temps de Kelvin)

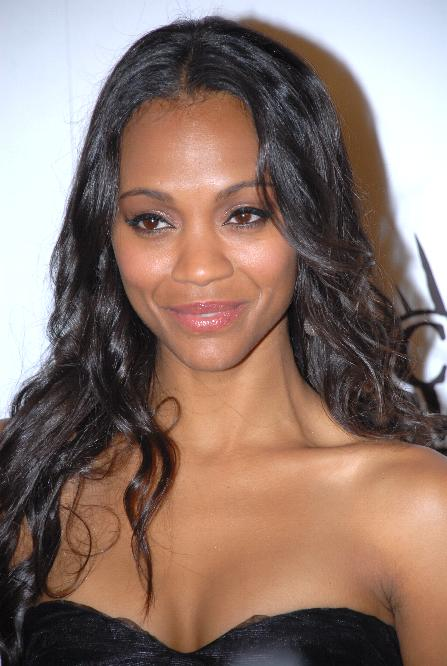
Zoe Saldaña interpreta Uhura a Star Trek.

A la pel·lícula del 2009 Star Trek, Zoe Saldaña interpreta una jove Uhura que és presentada com a cadet a l'acadèmia, però és ascendida a oficial de comunicacions a mesura que avança la pel·lícula. La pel·lícula també és notable per establir oficialment el nom de pila del personatge, Nyota. Aquesta Uhura és inicialment freda amb Kirk (i verbalment és més que compatible amb ell) després que ell intenti flirtejar amb ella mentre està begut. Tanmateix, al final de la pel·lícula, arriba a respectar Kirk com a capità de l'«Enterprise». Tot i que no es va consultar a Nichols sobre el càsting del personatge, Saldaña es va posar en contacte personalment amb Nichols, qui al seu torn la va ajudar a preparar-se per al paper.
Uhura, una antiga alumna de Spock, també té una relació sentimental amb ell. A "Star Trek", la sèrie de còmics en curs d'IDW Publishing, es mostren sortint durant els seus estudis a l'Acadèmia. Quan Uhura és assignada inicialment a l'USS "Farragut" en un intent de Spock d'evitar l'aparença de favoritisme, exigeix que l'assigni a l'"Enterprise", argumentant que l'hauria assignat allà si no hi haguessin estat involucrats. Persisteix en les seves queixes fins que Spock cedeix. Si hagués romàs al "Farragut", l'haurien assassinada, ja que aquesta nau és posteriorment destruïda pel vilà Nero. Uhura rep ràpidament un ascens de camp a causa de la seva habilitat amb la llengua romulana i roman al pont durant la major part de la pel·lícula.
La representació de Nyota Uhura del 2009 va generar molt debat en línia, amb alguns fans lloant la seva interpretació, mentre que altres desaprovaven la seva relació romàntica amb Spock, o suggerien que el seu paper ampliat a la pel·lícula era una prova que s'havia convertit en un personatge de "Mary Sue". Altres fans van suggerir que es va insinuar un romanç amb Spock a "TOS", però que no es va poder seguir a causa del racisme de l'època, i que hauria estat impossible en aquell moment representar Uhura en una relació romàntica. Quan va parlar de la seva resposta a la pel·lícula del 2009, Nichelle Nichols va confirmar que "sempre hi va haver una connexió entre Uhura i Spock" i que l'època no  permetia res més que "pistes". Nichols també va parlar de reunir-se amb Saldaña per parlar d'Uhura i va elogiar la interpretació de Saldaña.
Un escriptor va dir que la interseccionalitat d'Uhura com a dona negra era important a l'hora de parlar del seu romanç amb Spock, perquè els romanços entre dones negres i homes blancs es representaven en gran part com a contes amb moral a les pel·lícules de Hollywood.
A la primera seqüela, Star Trek Into Darkness, Uhura ha estat servint a lEnterprise durant un any i encara té una relació sentimental amb Spock. Ella i Kirk tenen una bona relació de treball i comparteixen les seves frustracions amb la indisponibilitat emocional de Spock (Uhura com la seva amant, Kirk com el seu millor amic). Uhura és cridada diverses vegades per actuar com a oficial de camp, intentant utilitzar la seva fluïdesa en klíngon per ajudar en la recerca del fugitiu John Harrison. Més tard, contacta amb Spock Primer (a petició del seu Spock) per consultar-lo sobre la identitat de Harrison, i al clímax de la pel·lícula, ajuda Spock a derrotar i capturar Harrison després d'una llarga persecució i un ferotge combat cos a cos. A la segona seqüela, Star Trek Beyond, la seva excepcional audició, esmentada per primera vegada a la pel·lícula del 2009, revela la identitat de l'antagonista principal. Spock i Uhura discuteixen amistosament la fi de la seva relació i tenen certa tensió sobre la intenció de Spock de deixar la Flota Estel·lar per ajudar els supervivents vulcanians, arran de la mort de Spock Primer. Spock més tard decideix quedar-se a la Flota Estel·lar i comença a renovar la seva relació amb Uhura.
En una enquesta del 2012 realitzada per la revista SFX Magazine per trobar els 100 personatges femenins més sexis de la ciència-ficció i la fantasia, va ser votada Uhura, tal com la va interpretar Saldaña a la pel·lícula del 2009.

### Strange New Worlds

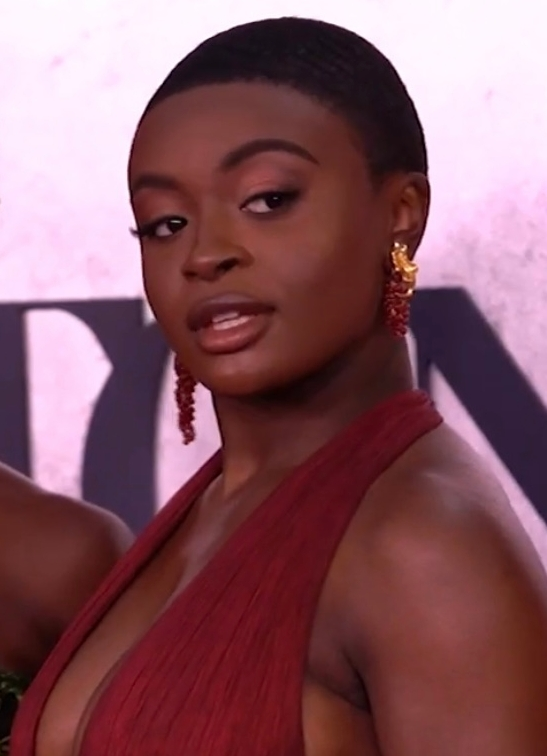
Celia Rose Gooding, Uhura a "Strange New Worlds"

A Star Trek: Strange New Worlds, el personatge apareix com a cadet que serveix a lEnterprise com a part d'una col·locació avançada. Interpretada per Celia Rose Gooding. La sèrie revela la història d'Uhura: és de Kenya i els seus pares, tots dos professors universitaris, i el seu germà gran van morir quan era més jove, possiblement en una explosió o en un accident de transbordador (STSNW Subspace Rhapsody). En un sopar als quarters del capità Pike, Uhura admet que es va unir a la Flota Estel·lar com una manera d'honorar la seva àvia, que va ser una oficial de la Flota Estel·lar que la va criar quan van morir els seus pares, però no està segura de continuar al servei. Això provoca reaccions negatives d'altres membres de la tripulació, inclòs Spock. Tanmateix, després de la seva actuació exemplar en la seva primera missió fora de l'espai, Spock suavitza el to i li diu que serà una excel·lent oficial si decideix quedar-se.
A la segona temporada torna a l'Enterprise com a alferesa i oficial de comunicacions de l'Enterprise.

## Impacte cultural

### Model a seguir

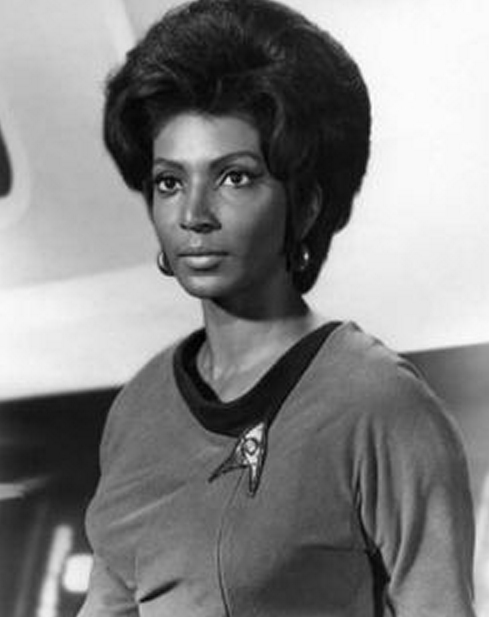
Nichols (a la imatge) tenia previst deixar Star Trek el 1967 després de la primera temporada, però va canviar d'opinió després de parlar amb Martin Luther King Jr., qui li va explicar que el seu personatge significava un futur de major harmonia i cooperació racial

Quan Nichols va considerar deixar la sèrie a finals dels anys seixanta, li van dir que algú la volia conèixer, afirmant ser el seu major fan. Segons el seu relat, el fan era Martin Luther King Jr., qui la va convèncer de no abandonar el programa dient: "No pots fer això... Per primera vegada, ens veuen a tot el món com hauríem de ser vistos". Nichols va decidir quedar-se al programa, explicant els seus motius a Roddenberry, que va respondre "finalment, algú ho entén".
Whoopi Goldberg descriu Uhura com una inspiració per a la seva carrera d'actriu i el seu estatus com a fan de Star Trek. Goldberg va recordar més tard haver vist Star Trek quan era adolescent i haver dit als membres de la família: "Acabo de veure una dona negra a la televisió; i no és cap criada!" Goldberg més tard va interpretar Guinan a Star Trek: La nova generació.
La NASA va contractar Nichols en una campanya per animar les dones i els afroamericans a unir-se a l'organització. El 1978, el NASA Astronaut Group 8 va aconseguir els primers reclutes compostos per dones i minories ètniques als Estats Units. Tres eren negres (Guion Bluford, Ronald McNair i el Dr. Frederick D. Gregory). Mae Jemison, la primera dona negra a volar a bord del Transbordador espacial, va citar "Star Trek" com una influència en la seva decisió d'unir-s'hi. La mateixa Jemison va tenir un paper secundari en un episodi de "La nova generació" anomenat "Una altra oportunitat", interpretant una operadora de transport anomenada tinent Palmer. Jemison va ser el primer de diversos astronautes de la vida real que van aparèixer a Star Trek.
El 29 de febrer de 2012, Nichols es va reunir amb el president Barack Obama al Despatx Oval de la Casa Blanca. Més tard, va tuitejar sobre la reunió: "Fa mesos, el president Obama va dir que estava enamorat de mi quan era més jove". Nichols també va escriure: "Li vaig preguntar sobre això i ell ho va confirmar amb orgull! El president Obama també em va confirmar que definitivament era un trekkie! Que meravellós és això?!"

### Petó interracial
A l'episodi de 1968 "Els fillastres de Plató", Uhura i el capità Kirk es besen. Durant molts anys es va afirmar que aquest va ser el primer exemple d'un petó interracial amb guió a la televisió dels Estats Units, tot i que han sortit a la llum altres exemples. Originalment, l'escena s'havia de filmar amb el petó i sense ell, de manera que la cadena pogués decidir més tard emetre el petó o excloure'l. Tanmateix, Shatner i Nichols van fallar deliberadament totes les preses sense el petó, fent-les inútils i havent d'incloure el petó.

## Recepció
El 2013, Uhura va ser classificada entre els 50 personatges més sexis del gènere de ciència-ficció. Assenyalen que el personatge és "llesta i espavilada que pot defensar-se contra els nois" de la Enterprise.
El 2016, Screen Rant va qualificar Uhura com el 16è millor personatge de Star Trek en general com presentat a la televisió i al cinema fins aleshores, destacant el personatge com una "experta lingüística que podia gestionar-se sola en missions fora de casa". El 2018, Comic Book Resources va classificar Uhura com el 23è millor personatge de la Flota Estel·lar de Star Trek. El 2018, The Wrap va situar Uhura com a 20a de 39 en un rànquing dels personatges principals de la franquícia Star Trek.
El 2016, Uhura va ser classificada com el 14è personatge més important de la Flota Estel·lar dins de l'univers de ciència-ficció "Star Trek" per la revista Wired.
El 2017, Screen Rant va classificar Uhura com la segona persona més atractiva de l'univers "Star Trek", entre Benjamin Sisko i Jean-Luc Picard.
El 2017, Comic Book Resources va classificar l'actuació de Mirror Uhura com el 14è personatge femení "més ferotge" de l'univers Star Trek.
El 2018, Comic Book Resources va classificar Uhura com el 23è millor membre de la Flota Estel·lar.
El 2019, Uhura va ser classificada com el cinquè personatge més sexy de "Star Trek" per SyFy.